# チーメゴ
チーメゴ（イタリア語: Cimego）は、イタリア共和国トレンティーノ＝アルト・アディジェ州トレント自治県ボルゴ・キエーゼにある分離集落（フラツィオーネ）。
かつては独立の自治体（コムーネ）であったが、2016年1月1日に近隣のブリオーネ、コンディーノと合併し、新自治体の一部となった。

## 地理

### 位置・広がり

#### 隣接コムーネ

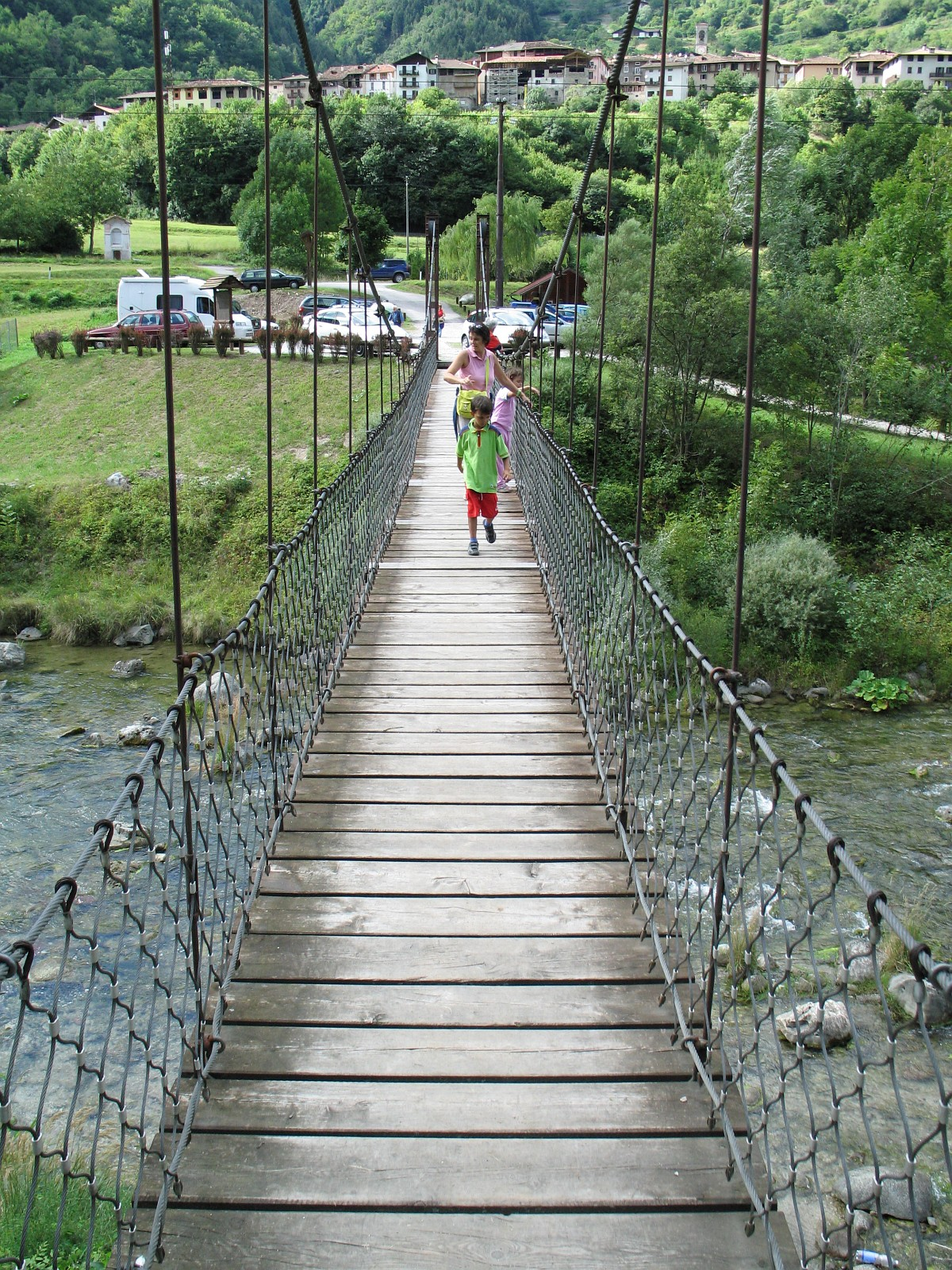
Ponte sospeso sul Rio Caino

隣接するコムーネは以下の通り。
- ダオーネ
- ピエーヴェ・ディ・ボーノ
- コンディーノ
- カステル・コンディーノ
- ティアルノ・ディ・ソット
- ティアルノ・ディ・ソプラ